# Staßfurt
Staßfurt er en by i Salzlandkreis den tyske delstat Sachsen-Anhalt med ca. 23.000 indbyggere.

## Geografi
Staßfurt ligger ved sydendenn af Magdeburger Börde, syd for delstatshovedstaden Magdeburg. Floden Bode løber gennem byen.

### Nabokommuner
Zu Staßfurts Nachbargemeinden zählen die folgenden Orte:
- Hecklingen
- Neundorf (Anhalt) (VG Staßfurt)
- Güsten (VG Saale-Wipper)
- Neugattersleben (VG Nienburg)
- Ilberstedt (VG Saale-Wipper)
- Förderstedt (Einheitsgemeinde)
- Unseburg (VG Egelner Mulde)
- Tarthun (VG Egelner Mulde)

### Bydele og landsbyer
- Staßfurt
- Leopoldshall
- Neu-Staßfurt
- Hohenerxleben
- Löderburg
- Athensleben
- Lust
- Rothenförde
- Rathmannsdorf

I Staßfurt er der indlemmet 4 landsbykommuner og 1 by:
- Alt Staßfurt
- Leopoldshall (anhaltisk by)
- Löderburg
- Hohenerxleben
- Rathmannsdorf

## Kendte personer
- Karl Wilhelm Freiherr von Willisen ( 30. april 1790 i Staßfurt; – 25. februar 1879 i Dessau), preußisk general og militærforfatter
- Johann Ludwig (»Lutz«) Graf Schwerin von Krosigk ( 22. august 1887 i Rathmannsdorf/Anhalt, nu Staßfurt; – 4. marts 1977 i Essen), rigsfinansminister i Nazi-Tyskland.